# Bailar y llorar
Bailar y Llorar es el segundo y último álbum de estudio editado por la banda chilena Teleradio Donoso. Se compone de 10 canciones y fue producido por su vocalista Alex Anwandter.
El disco fue grabado durante 2008 y fue lanzado al mercado en septiembre de 2008.

## Canciones
Todas las canciones escritas y compuestas por Alex Anwandter excepto donde se indique. 
| N.º   | Título                                      | Duración |  |
| 1.    | «Bailar y llorar»                           | 3:50     |  |
| 2.    | «Amar en el campo»                          | 3:57     |  |
| 3.    | «2,3,4,5,6»                                 | 3:34     |  |
| 4.    | «Cama de clavos» (Anwandter/del Real)       | 4:16     |  |
| 5.    | «Éramos todos felices»                      | 4:10     |  |
| 6.    | «Las niñas de la cuadra»                    | 4:30     |  |
| 7.    | «Granada»                                   | 4:20     |  |
| 8.    | «Sed de mal»                                | 5:01     |  |
| 9.    | «Cuando salga el sol vas a ser un recuerdo» | 5:55     |  |
| 10.   | «Yo no sé nada del mundo»                   | 2:57     |  |
| 42:32 |                                             |          |  |

## Personal
Teleradio Donoso
- Alex Anwandter
- Martín del Real
- Cristóbal Fredes
- Juan Pablo Wasaff

Músicos adicionales
- Ricardo Álvarez: Saxo tenor y barítono.
- Catalina Anguita: Trompeta
- Marcos Meza: Piano en «Granada».

- Datos: Q5716682